# سینما در کرمانشاه
سینما در کرمانشاه نزدیک به یک سده قدمت دارد. نخستین سالن سینما در شهر کرمانشاه در سال ۱۳۱۰ خورشیدی آغاز به کار کرد. در ابتدای سال ۱۳۵۶ در استان کرمانشاه ۱۰ سینما فعال بوده‌است. هم‌اکنون در این شهر چهار سینما به نام‌های آزادی، فرهنگ، بیستون و پاز فعالیت می‌کنند.
در سطح استان کرمانشاه نیز مجموعاً ۶ سالن سینما فعال است و دو سالن نیز در حال ساخت است.

سینما آزادی کرمانشاه پیش از بازسازی و در زمان تعطیلی

## نخستین سالن سینما
نخستین سینما در شهر کرمانشاه در دوران پهلوی اول و در سال ۱۳۱۰ ش (۱۹۳۱ م) با نام «سینماتوگراف فروهر»، توسط فردی با نام مصورالدوله به راه افتاد. این سالن علاوه بر نمایش فیلم، مکانی برای اجرای تئاتر نیز محسوب می‌شد. به گفتهٔ اردشیر کشاورز این سینما که ۲ سال پس از راه‌اندازی نخستین ژنراتور در کرمانشاه شروع به کار کرده، دارای موتور برق اختصاصی بوده و در سمت شمالی خیابان شاهبختی سابق (معلم شرقی کنونی) واقع بوده‌است. به گفتهٔ محمدعلی سلطانی مصورالدوله در سال ۱۳۱۵ به اروپا رفت و سینما را به «سید ابوالقاسم مانی» ملقب به سید ابول نقاش که مدیریت هتل بیستون را نیز در دست داشت، واگذار کرد، و او نیز با راهنمایی و کمک «حبیب‌الله مراد» به ادارهٔ آن پرداخت. با این حال سینما فروهر در سال ۱۳۱۴ تعطیل شد و بعداً در دورۀ شهرداری مهدی رئوفی به سالن ورزشی تبدیل شد.

## دومین سالن سینما
شهر کرمانشاه از شهریور ماه ۱۳۲۰ ش (۱۹۴۱ م) همزمان با آغاز جنگ جهانی دوم به اشغال نیروهای انگلستان درآمد؛ اشغالی که چهار سال و شش ماه به طول انجامید و تنها با پایان جنگ در ۱۳۲۴ ش (۱۹۴۵ م) پایان یافت. در این دوران تنها سینمای شهر از فعالیت خارج شد. اما پس از پایان جنگ جهانی دوم در سال ۱۳۲۴ ش (۱۹۴۵ م)، دومین سالن سینمای شهر با نام سینما باربد در محلهٔ جلوخان (خیابان شاهپور، پایین‌تر از جلوخان) فعالیت خود را آغاز کرد. جواد سحابی مالک آن را فردی به نام زند وکیل‌الدوله دانسته و سال تأسیس آن را ۱۳۱۶ عنوان کرده‌است. اما اردشیر کشاورز سال تأسیس این سینما را ۱۳۱۲ (۲ سال پس از سینما فروهر) و بنیان‌گذار آن را رفعت السلطنه عنوان کرده‌است که به گفتهٔ وی این سینما نیز دارای ژنراتور خصوصی بوده‌است. این تفاوت در رابطه با سال تأسیس سینما باربد این احتمال را پیش می‌کشد که این سینما پیش از جنگ و در سال ۱۳۱۲ تأسیس شده باشد، اما با شروع جنگ و اشغال نظامی شهر تعطیل و پس از پایان جنگ جهانی دوم در سال ۱۳۲۴ مجدداً فعالیت خود را از سر گرفته باشد. سینما باربد دارای دو سالن نمایش فیلم بوده که یکی از آن‌ها سینمای روباز تابستانی بود. در این سینما فیلم‌های صامت نیز با زیرنویس به زبان فارسی اکران می‌شد، و از آنجا که اکثریت جمعیت شهر کرمانشاه را مردم کرد تشکیل می‌دادند و تکلم به زبان کردی غلبه داشت، تماشاچیان صندلی کنار خود را رزرو کرده و به دنبال افرادی می‌گشتند که به زبان فارسی آشنایی داشته‌باشند تا آن‌ها را در کنار خود بنشانند. فعالیت سینما باربد دست‌کم تا سال‌های ۱۳۲۹–۱۳۳۰ ادامه داشته‌است.

## دههٔ ۱۳۳۰
در دههٔ ۱۳۳۰ خورشیدی چند سالن سینمای جدید در کرمانشاه افتتاح شد که از آن میان می‌توان به «سینما هما» در خیابان سپه و «سینما دیانا» در خیابان دبیراعظم (که بعدها به «سینما مهتاب» تغییر نام داد) اشاره کرد. «سینما هما» پس از چندی فعالیت دچار آتش‌سوزی شد و دیگر بازسازی نگردید. چند سال پس از آتش‌سوزی، در سال ۱۳۲۳ سینمای دیگری در فاصله‌ای نزدیک به مکان پیشین «سینما هما» به نام «سینما ایران» ساخته‌شد. این سینما پس از انقلاب بهمن ۱۳۵۷ توسط سازمان اوقاف و امور خیریهٔ استان کرمانشاه مصادر شده و در نهایت هم تخریب شد و جای خود را به پاساژی به نام ایران داد. لازم است ذکر شود که جواد سحابی سینما هما را سینمایی تابستانی در خیابان شریعتی دانسته که اکنون به جای آن دبیرستان دخترانهٔ معلم ساخته شده‌است. سینما دیانا در سال ۱۳۳۳ در خیابان دبیراعظم جنب هتل بیستون ساخته‌شد که در زمان خود دومین سینماسکوپ ایران بود و نهایتاً در سال ۱۳۳۴ بر اثر آتش‌سوزی از بین رفت.

## دههٔ ۱۳۴۰ و ۱۳۵۰
دهه‌های چهل و پنجاه را می‌توان اوج رونق سینماها در شهر کرمانشاه دانست. در این دوران سالن‌های زیادی ساخته شد که چند مورد از آن‌ها سالن‌های روباز بودند. در این دوره سالن «سینما مولن روژ» واقع در خیابان دبیراعظم و «سینما رکس» واقع در سه راه شریعتی به صورت روباز ساخته شدند. سالن‌های دیگر عبارت بودند از «سینما متروپل»، «سینما کریستال»، «سینما آتلانتیک» (تأسیس ۱۳۴۲ یا ۱۳۴۷)، «سینما شهر فرنگ» (تأسیس نوروز ۱۳۵۰، یا ۱۳۵۴ با ظرفیت ۱۰۸۵ صندلی) و «سینما شهر تماشا» که تا آستانهٔ انقلاب ۱۳۵۷ ایران به فعالیت خود ادامه می‌دادند. از این میان، سینما شهر تماشا بیشتر به نمایش فیلم‌های هنری با مخاطب خاص می‌پرداخت. در ابتدای سال ۱۳۵۶ در استان کرمانشاه ۱۰ سینما فعال بوده‌است. سینما متروپل در سال ۱۳۲۶ در خیابان شاه پایین‌تر از میدان مصدق تأسیس شد و پس از انقلاب ۱۳۵۷ هم در سال ۱۳۵۹ مصادره و تخریب شد. سینما کریستال در سال ۱۳۲۸ در مقابل سینما متروپل تأسیس شد که پس از انقلاب به مدیریت صنایع دستی استان کرمانشاه واگذار و به نمایشگاه دائمی صنایع دستی تبدیل شد. سینما مولن‌روژ که در همان خیابان و در جنب سینما متروپل قرار داشت، به‌صورت مخروبه درآمد و در دههٔ ۱۳۹۰ به پاساژ تبدیل شد. سینما رکس که سینمایی تابستانی در خیابان شریعتی بود، در نهایت جای خود را به ادارهٔ پست کرمانشاه داد.
جی.آی. کلارک و بی.دی. کلارک که در سال ۱۹۶۶ (۱۳۴۵ خورشیدی) در قالب تیمی پژوهشی از دانشکدهٔ جغرافیای دانشگاه دورهام از کرمانشاه دیدن کرده و گزارشی مفصل از وضعیت اجتماعی-اقتصادی این شهر نوشته‌اند، از نقش مهم سینما در این شهر به مانند دیگر شهرهای خاورمیانه صحبت می‌کنند. آن‌ها در گزارش خود علاوه بر شش سینمای متروپل، دیانا، ایران، کریستال، رکس و مولن روژ و سالن دیگری که در آن زمان در حال ساخت بوده، از نمایش فیلم در سالن مجتمع شرکت ملی نفت واقع در مجموعهٔ پالایشگاه کرمانشاه خبر می‌دهند که به صورت اختصاصی برای مقامات و از سوی انجمن ایران و آمریکا انجام می‌شده‌است. این دو پژوهشگر سینماهای کرمانشاه را شلوغ و مورد اقبال جوانان توصیف می‌کنند و می‌گویند برخی از دانش‌آموزان و دانشجویان جوان حتی هر روز به سینما رفته و علاقه به سینما برخی از ثروتمندان کرمانشاه را برای تماشای فیلم به تهران می‌کشانده‌است. به گفتهٔ کلارک و کلارک سینماها در آن دوران از معدود مکان‌های عمومی کرمانشاه بوده که زنان امکان حضور در آن را داشته‌اند.

## پس از انقلاب ۱۳۵۷
در روزهای انقلاب، حمله به سینما امری عادی و رایج بود و در کرمانشاه نیز به سینماها حملاتی انجام شد. سالن‌های سینما مانند «سینما مهتاب» و «سینما متروپل» به آتش کشیده شدند. در ۲ مرداد سال ۱۳۵۹ به دستور علی قدوسی دادستان کل انقلاب اسلامی تمام سینماهای ایران توسط حکومت مصادره شدند.
علاوه بر این نام سالن‌های سینما پس از انقلاب تغییر کرد. به سبب تغییر وضعیت اجتماعی و اقتصادی، و نیز توسعهٔ شهر کرمانشاه به سوی شمال سینماها کم‌کم مشتریان خود را از دست دادند و از رونق افتادند.

## دههٔ ۱۳۶۰
در این دهه هیچ سالن سینمای جدیدی در کرمانشاه ساخته نشد، اما به سبب شرایط به وجود آمده بر اثر جنگ ۸ ساله ایران و عراق، تقریباً بیشتر سالن‌ها تعطیل گشتند. سینماهای متروپل، کریستال، دیانا، مولن روژ و رکس تعطیل شدند، و سالن‌های دیگر با نام‌های دیگری به فعالیت پرداختند. در این دوره سینما شهرتماشا به «استقلال»، سینما شهرفرنگ به «آزادی» و سینما آتلانتیک به «سینما پیروزی» تغییر نام دادند. سینما آتلانتیک با نام «سینما پیروزی» در روز ۱۸ فروردین ۱۳۶۵ با نمایش فیلم اتوبوس بازگشایی شد.
در سال ۱۳۶۴ همچنین دفتر انجمن سینمای جوانان ایران در استان کرمانشاه تأسیس شد که سبب شد تا امکان ساخت فیلم در کرمانشاه فراهم بیاید. این مرکز هم در زمینهٔ آموزش سینما و هم در زمینهٔ تولید فیلم‌های کوتاه، تجربی، مستند و فیلم‌سازی غیرحرفه‌ای فعالیت دارد.

## دهه ۱۳۷۰
با پایان جنگ در کرمانشاه، مجدداً امکان بازسازی و نوسازی سالن‌های سینما فراهم شد. در این دهه سالن «سینما صحرا» (بهمن) در شهرک دولت‌آباد توسط دولت و سالن سینما فرهنگ در شهرک فرهنگیان فاز ۲ توسط سرمایه‌گذار خصوصی در سال ۱۳۷۰ ساخته شد. سه سالن «سینما آزادی» (شهر فرنگ سابق)، «سینما پیروزی» (آتلانتیک سابق) و «سینما استقلال» (شهر تماشای سابق) هم کماکان به فعالیت خود ادامه می‌دادند. فعالیت سینما صحرا دیری نپائید و اندکی پس از افتتاح به حالت تعطیل درآمده و متروکه شد. در سال ۱۳۷۷ در شهر کرمانشاه ۵ سالن سینما به ظرفیت ۴۰۳۰ صندلی فعال بوده‌است. از نیمهٔ دههٔ ۱۳۷۰ فروش سینماها افت بسیاری داشت و رکودی بر سالن‌های سینما حاکم شد که تا اواخر دههٔ ۱۳۸۰ نیز ادامه داشت.

## دهه ۱۳۸۰
در آذر ۱۳۸۰ سینما استقلال و سینما آزادی کرمانشاه برای مدتی تعطیل شدند. مسئول سمعی-بصری و نیز معاون فرهنگی ادارۀ کل ارشاد اسلامی کرمانشاه اکران دو فیلم زیر پوست شهر و رقص شیطان بدون ممهور کردن پلاکارد فیلم‌ها را علت تعطیلی این دو سینما اعلام کرد. این تعطیلی اعتراض نمایندۀ مجمتع خدمات سینمای حوزۀ هنری کل کشور را در پی داشت که برای پیگیری این ماجرا به کرمانشاه سفر کرده و در جلسات غیرعلنی با معاونت فرهنگی و مدیرکل ارشاد اسلامی کرمانشاه و مدیریت سینمایی منطقۀ غرب کشور شرکت کرده‌بود. با این وجود این تعطیلی موقتی بود و هر دو سینما پس از مدتی به فعالیت خود ادامه دادند.
پس از آنکه مالکیت سینماها در ابتدای انقلاب به حوزۀ هنری منتقل شد، سینماهای کرمانشاه نیز تحت مدیریت این نهاد درآمدند. با این حال تا سال ۱۳۸۰ مدیریت سینماهای آزادی، استقلال و پیروزی کرمانشاه در دست حوزۀ هنری استان همدان بود.
 مدیریت این سالن‌ها در سال ۱۳۸۱ به حوزۀ هنری استان کرمانشاه واگذار شد.
به‌طور کلی در تمام طول دههٔ ۱۳۸۰ سینماهای کرمانشاه رکود شدیدی را تجربه می‌کردند. در آغاز این دهه پنج سالن سینما در استان کرمانشاه فعال بود که سینماهای آزادی، پیروزی و استقلال متعلق به سازمان توسعۀ سینمایی سوره و سینما فرهنگ متعلق به بخش خصوصی در شهر کرمانشاه و ۲ سينمای دیگر نیز در اسلام‌آباد غرب و گيلان‌غرب قرار داشتند. سینما استقلال در سال ۱۳۸۴ توسط مالک اصلی‌اش از حوزۀ هنری استان بازپس گرفته شد و متعاقباً از چرخهٔ نمایش فیلم خارج و تعطیل شد و رفته‌رفته به صورت سالنی متروک و مخروبه درآمد. سه سینمای آزادی، پیروزی و فرهنگ از سال ۱۳۸۴ تا دی ۱۳۸۷ فعال بودند.
در اواخر دی ماه ۱۳۸۷، از سه سینمای باقیماندهٔ شهر کرمانشاه به جز سینما فرهنگ که متعلق به بخش خصوصی بود، همگی تعطیل شدند. در همین زمان تعداد صندلی‌های سینما فرهنگ نیز به ۲۰۰ صندلی کاهش یافت. رئیس حوزهٔ هنری کرمانشاه علت این تعطیلی را «ورشکستگی و نداشتن توان مالی لازم جهت اداره آنها» عنوان کرد. وی تعطیلی سینماها را «یک بحران فرهنگی» و «یک فاجعه فرهنگی» دانست.
در اردیبهشت ۱۳۸۸ مدیر وقت حوزه هنری استان کرمانشاه اعلام کرد که این نهاد قصد دارد برای بازسازی سینماهای کرمانشاه از بخش خصوصی سرمایه‌گذار جذب کند. وی گفت در صورتی که از فراخوان حوزه برای این کار استقبالی صورت نگیرد، این نهاد تا یک ماه دیگر رأسا اقدام به تخریب و بازسازی ستختمان‌های فرسودۀ سینماهای آزادی، پیروزی و استقلال خواهد کرد. وی یک سال بعد گفت هزینۀ فعال کردن مجدد سینما آزادی از محل بازنشسته و بازخريد کردن تعداد زیادی از کارگران سینماهای استان فراهم شده است و وعده داد سینما پیروزی در آینده‌ای نزدیک در قالب دو سالن ۲۵۰ و ۴۵۰ نفره بازسازی شود.
در پایان این دهه و در اردیبهشت ۱۳۸۹ سینماهای آزادی و فرهنگ در کرمانشاه و سینما انقلاب در هرسین تنها سینماهای فعال در سطح استان کرمانشاه بودند و سرانۀ صندلی سینما به ی صندلی برای هر ده هزار نفر کاهش یافته بود.

## دهه ۱۳۹۰
پس از تعطیلی سینماها، کار بازسازی سالن «سینما آزادی» شروع شد و این سالن در اردیبهشت ماه ۱۳۹۱ به‌طور رسمی بازگشایی شد.
 این سالن پس از بازسازی به تجهیزات نوین نمایش فیلم مجهز شد.
در ابتدا وعدۀ بازسازی سینما پیروزی (آتلانتیک) داده شد، اما در اردیبهشت ۱۳۹۲ مدیرکل فرهنگ و ارشاد اسلامی استان کرمانشاه اعلام کرد این پروژه به دلیل کمبود اعتبار متوقف شده‌است. توقف بازسازی سبب شد تا سینما پیروزی به مخروبه‌ای متروکه تبدیل شود و در زلزلۀ ۱۳۹۶ آسیب ببیند. سینما پیروزی نهایتاً با وعدۀ ساخت ساخت یک مجموعهٔ سینمایی جدید تخریب شد.
سینما فرهنگ کرمانشاه در دههٔ ۹۰ اقدام به افزایش تعداد سالن‌های نمایش فیلم خود کرد. در همین راستا سالن شمارهٔ ۲ در مرداد ۱۳۹۲، سالن شمارهٔ ۳ در دی ۱۳۹۵
 و سالن شمارهٔ ۴ سینما فرهنگ در مهر ۱۳۹۸ افتتاح شد.
در شهریور ۱۳۹۳ ‌رئیس ادارۀ سینمایی ادارۀ کل فرهنگ و ارشاد اسلامی استان کرمانشاه گفت یک سالن سینمایی ۴۰۰ نفره در محدودۀ پارکینگ شهرداری کرمانشاه توسط بخش خصوصی در حال ساخت است. با این وجود پیشرفت فیزیکی بالای این سینما، وزارت فرهنگ و ارشاد اسلامی درخصوص عدم ساخت پارکینگ و نامناسب بودن درب خروجی آن ایراداتی گرفته که سبب توقف کار و عدم پیگیری مالک شده‌است. در مرداد ۱۳۹۴ سرپرست ادارۀ سینمایی و سمعی و بصری ادارۀ کل فرهنگ و ارشاد اسلامی استان کرمانشاه اعلام کرد که این سینما در یک مجموعۀ چندمنظورۀ تفریحی رفاهی قرار دارد و بیشتر کار ساخت آن انجام شده و وعده داد که تا پایان سال قطعاً به بهره‌برداری خواهد رسید. با این وجود این وعده متحقق نشد. در اردیبهشت ۱۳۹۷ معاون هنری و سینمایی اداره کل فرهنگ و ارشاد اسلامی استان کرمانشاه از ساخت یک پردیس سینمایی با نام کوروش در چهارراه جوانشیر خبر داد و گفت این پردیس یک سالن ۲۵۰ نفره، سالن جلسات عمومی، گالری، نگارخانه و سالن مطالعه را شامل می‌شود.
سینما بیستون واقع در هتل پارسیان کرمانشاه که با تغییر کاربری سالن آمفی‌تئاتر این هتل با ظرفیت ۱۶۰ صندلی ساخته شده‌است، در ۱۰ خرداد ۱۳۹۷ با نمایش فیلم کوپال افتتاح شد.
در سال ۹۹–۱۳۹۸ در طرح توسعهٔ سینما آزادی کرمانشاه، دو سالن vip با ظرفیت ۱۸ نفر به این سینما افزوده شد و سینما آزادی با سه سالن جمعاً به ظرفیت ۵۳۷ نفر به پردیس سینمایی تبدیل شد.

## دهۀ ۱۴۰۰
در سال ۱۴۰۰ و به دنبال تعطیلی دوسالهٔ سینماها به دلیل همه‌گیری بیماری کرونا از اواخر سال ۱۳۹۸، حوزهٔ هنری کرمانشاه از دومین دورهٔ رکود سینماها خبر داد که مشکلات مالی شدید برای سینماهای کرمانشاه و بیکاری پرسنل سالن‌های سینما شده‌است.
در شهریور ۱۴۰۰ در استان کرمانشاه به ازای هر ۱۲۵۰ نفر یک صندلی سینما وجود داشته‌است، در حالی که در همان زمان سرانهٔ کشوری یک صندلی به ازای ۶۲۰ نفر بوده‌است.
سینما پاز در آذر ۱۴۰۰ با سرمایه‌گذاری بخش خصوصی با ظرفیت ۴۵ نفر مجهز به سیستم صوتی دالبی و دیجیتال زیگورات در طبقۀ نهم برج پویا واقع در چهارراه گلستان شهر کرمانشاه آغاز به کار کرد.

سینما بیستون نیز پس از یک تعطیلی چندماهه از ابتدای آذر ۱۴۰۰ به مؤسسۀ بهمن سبز حوزۀ هنری واگذار شد و با نمایش فیلم گشت ارشاد ۳ فعالیت خود را از سر گرفت.
در بهمن ۱۴۰۰ کارشناس مسئول امور سینمایی سمعی بصری ادارۀ کل فرهنگ و ارشاد اسلامی استان کرمانشاه گفت ۷ سینمای بلاتکلیف در استان کرمانشاه وجود دارد. سه سینمای غدیر اسلام‌آباد غرب، غدیر قصر شیرین و فرهنگ پاوه که در مجتمع‌های فرهنگی هنری این شهرها قرار دارند به دلیل شیوع کرونا تعطیل شده‌اند و سینماهای پیروزی، استقلال، صحرا در کرمانشاه و سینمای هرسین هم بلاتکلیف مانده‌اند. وی تعداد کل صندلی‌های ۴ سینمای فعال آزادی، فرهنگ، بیستون و پاز در استان کرمانشاه را ۱۹۰۷ صندلی اعلام کرد.
افشین آزادی رئیس حوزۀ هنری کرمانشاه در گفتگویی به مناسبت روز سینمای ایران در ۲۱ شهریور ۱۴۰۱ گفت «از مجموع اعتباراتی که به استان داده می شود حتی یک ریال هم به حوزه سینما اختصاص نمی یابد» و نه تنها تعداد، ظرفیت و پراکنش سالن‌های سینما در استان کرمانشاه با جمعیت این استان متناسب نیست،‌ بلکه در رابطه با تولید فیلم نیز سال‌هاست که دربارۀ ساخت فیلم سینمایی در کرمانشاه بحث می‌شود اما هنوز هیچ اقدامی انجام نشده و هیچ سرمایه‌گذاری پای کار نیامده‌است.
در آذر ۱۴۰۱ مدیرکل فرهنگ و ارشاد اسلامی استان کرمانشاه اعلام کرد در سفر هیئت دولت به استان کرمانشاه تفاهم‌نامه‌ای بین سازمان سینمایی کشور و استانداری کرمانشاه منعقد شده که بر اساس آن ۲۶ میلیارد تومان برای بهسازی سینماهای کرمانشاه اختصاص داده شده‌است.
در ۱۹ آبان ۱۴۰۳ مدیر کل فرهنگ و ارشاد اسلامی استان کرمانشاه وعده داد پس از انتخاب یک مکان مناسب، یک سینمای روباز در کرمانشاه احداث شود.